# فرانسه در المپیک تابستانی ۲۰۲۴
کاروان المپیکی فرانسه، به عنوان میزبان، یکی از کاروان‌های شرکت‌کننده در بازی‌های المپیک تابستانی ۲۰۲۴ بود. این دوره از بازی‌ها از ۲۶ ژوئیه تا ۱۱ اوت ۲۰۲۴ ۲۰۲۴ (۵ تا ۲۱ امرداد ۱۴۰۳ خورشیدی) به میزبانی پاریس، پایتخت فرانسه برگزار شد. فرانسه به همراه استرالیا، بریتانیای کبیر، یونان و سوئیس تنها کشورهایی هستند که در تمامی ادوار نوین المپیک شرکت کرده‌اند.
برای فرانسه این بازی‌ها با اخبار خوبی آغاز شد. دو روز پیش از آیین گشایش این دوره از بازی‌ها،  کمیته بین‌المللی المپیک، میزبانی بازی‌های المپیک زمستانی ۲۰۳۰ را به آلپ فرانسه اعطا کرد. با این تصمیم، بازی‌های المپیک زمستانی پس از ۳۸ سال به محل ابداعش بازگشت.
کمیته ملی المپیک فرانسه برای این دوره، ۵۷۳ ورزشکار را معرفی کرد. با این حساب، این کاروان بزرگترین کاروان فرانسه در طول تاریخ بود که در پاریس به رقابت می‌پرداخت. این کاروان کار خود را با کسب ۱۶ مدال طلا به پایان رساند و در بهترین رتبه خود پس از المپیک ۱۹۹۶، در مقام پنجم جا گرفت.

## مدال‌آوران
| مدال | ورزشکار | ورزش              | رویداد                         | تاریخ    |
| ---- | --- | ----------------- | ------------------------------ | -------- |
| طلا  | تیم ملی راگبی ۷ نفره فرانسه - Jean-Pascal Barraque - Antoine Dupont - Théo Forner - Aaron Grandidier Nkanang - Jefferson Lee Joseph - Stephen Parez - Varian Pasquet - Rayan Rebbadj - Paulin Riva - Jordan Sepho - Andy Timo - Antoine Zeghdar | راگبی ۷ نفره      | رقابت مردان                    | ۲۷ ژوئیه |
| طلا  | پولین فران-پروو | دوچرخه‌سواری       | کراس کانتری زنان               | ۲۸ ژوئیه |
| طلا  | لئون مارشان | شنا               | انفرادی امدادی ۴۰۰ متر مردان   | ۲۸ ژوئیه |
| طلا  | نیکولا ژستان | قایقرانی          | کانو اسلالوم یک‌نفره مردان      | ۲۹ ژوئیه |
| طلا  | منو برونه | شمشیربازی         | سابر زنان                      | ۲۹ ژوئیه |
| طلا  | کساندر بوگرون | سه‌گانه            | سه‌گانه زنان                    | ۳۱ ژوئیه |
| طلا  | لئون مارشان | شنا               | ۲۰۰ متر پروانه مردان           | ۳۱ ژوئیه |
| طلا  | لئون مارشان | شنا               | ۲۰۰ متر کرال‌پشت مردان          | ۳۱ ژوئیه |
| طلا  | تدی رینر | جودو              | +۱۰۰ کیلوگرم مردان             | ۲ اوت    |
| طلا  | لئون مارشان | شنا               | ۲۰۰ متر امدادی انفرادی مردان   | ۲ اوت    |
| طلا  | ژوریس دوده | دوچرخه‌سواری       | مسابقه BMX مردان               | ۲ اوت    |
| طلا  | شیرین بوکلی ژوان-بنژامن گابا آماندین بوشار ولید خیار سارا-لئونی سیزیک لوکا مخیدزه کلاریس اگبگننو آلفا عمر جالو ماری-او گیی ماکسیم-گائل انگایاپ هامبو رومان دیکو اورلین دیس مادلن مولونگا تدی رینر | جودو              | تیمی مختلط                     | ۳ اوت    |
| طلا  | کائولی واست | موج‌سواری          | تخته کوتاه مردان               | ۵ اوت    |
| طلا  | بنژمن توما | دوچرخه‌سواری       | اومنیوم مردان                  | ۸ اوت    |
| طلا  | تیم ملی والیبال فرانسه - بارتلمی شیننیز جنیا گربنیکوف ژان پتری بنجامین تونیوتی کوین تیلیه اروین انگاپت آنتوان بیزار نیکولا لو گوف تخور کلونو یاسین لواتی تئو فار کانتن ژوفرا | والیبال           | مسابقات مردان                  | ۱۰ اوت   |
| طلا  | آلتئا لورین | تکواندو           | ۶۷ کیلوگرم زنان                | ۱۰ اوت   |
| نقره | لوکا مخیدزه | جودو              | ۶۰ کیلوگرم مردان               | ۲۷ ژوئیه |
| نقره | اورین مالو-برتون | شمشیربازی         | اپه زنان                       | ۲۷ ژوئیه |
| نقره | یانیک بورل | شمشیربازی         | اپه مردان                      | ۲۸ ژوئیه |
| نقره | کریم لاگوا استفان لاندوا نیکلا توزن | سوارکاری          | اونتینگ تیمی                   | ۲۹ ژوئیه |
| نقره | ویکتور کورتزکی | دوچرخه‌سواری       | کراس کانتری مردان              | ۲۹ ژوئیه |
| نقره | بپتیس آدیس توما شیرو ژان-شارل والادون | تیراندازی با کمان | تیمی مردان                     | ۲۹ ژوئیه |
| نقره | ژوان-بنژامن گابا | جودو              | ۷۳ کیلوگرم مردان               | ۲۹ ژوئیه |
| نقره | سارا بالزر | شمشیربازی         | سابر زنان                      | ۲۹ ژوئیه |
| نقره | ماری-فلورنس کونداسمی الکساندرا لوئی-ماری اورین مالو-برتون کورالین ویتالیس | شمشیربازی         | اپه تیمی زنان                  | ۳۰ ژوئیه |
| نقره | آناستازیا کیرپیچنیکووا | شنا               | ۱۵۰۰ متر آزاد زنان             | ۳۱ ژوئیه |
| نقره | تیتوا کستریک | قایقرانی          | کایاک یک‌نفره اسلالوم مردان     | ۱ اوت    |
| نقره | سیلون آندره | دوچرخه‌سواری       | مسابقه BMX مردان               | ۲ اوت    |
| نقره | کامیل جدرژیوسکی | تیراندازی         | تپانچه ۲۵ متر زنان             | ۳ اوت    |
| نقره | والنتین مدواس | دوچرخه‌سواری       | رقابت جاده انفرادی مردان       | ۳ اوت    |
| نقره | آنژل اوگ | قایقرانی          | کایاک کراس یک‌نفره اسلالوم زنان | ۵ اوت    |
| نقره | تیم ملی بسکتبال ۳ نفره فرانسه - لوکا دوسولیه - تیموته ورژیا - ژول رامبو - فرانک سیگیلا | بسکتبال           | ۳ نفره مردان                   | ۵ اوت    |
| نقره | سوفیان اومیا | بوکس              | ۶۳.۵ کیلوگرم مردان             | ۷ اوت    |
| نقره | لورین نولو | قایقرانی بادبانی  | فرمولا کایت مردان              | ۸ اوت    |
| نقره | بلال بناما | بوکس              | ۵۱ کیلوگرم مردان               | ۸ اوت    |
| نقره | تیم ملی فوتبال زیر ۲۳ سال فرانسه - ماغنیس اکلیوش - لویک باده - رایان شرقی - جوریس چوتارد - اندی دیوف - دزیره دوئه - آرنو کالیموندو - مانو کونه - الکساندر لاکازت - یوهان لپنانت - بردلی لاکو - کاستلو لوکبا - سونگوتو ماگاسا - ژان-فیلیپ ماتتا - کریسلین ماتسیما - انزو میلو - اوبد انکامبادیو - مایکل اولیس - گیوم رستس - کیلیان سیلدیلیا - Adrien Truffert | فوتبال            | مسابقات مردان                  | ۹ اوت    |
| نقره | تیم ملی هندبال زنان فرانسه - لورا گلوزر - ملین نوکاندی - آلیسیا توبلان - کلویی والنتینی - کورالی لاسورس - گراس زادی - لورا فلیپ - کلئوپاتر دارلو - اورلان کانور - تامارا هوراچک - پائولتا فوپا - استل انزه مینکو - اوریان اوندونو - لوسی گرانیه - سارا بوکتیت - لنا گرانوو - هاتادو ساکو                                                                     | هندبال            | مسابقات زنان                   | ۱۰ اوت   |
| نقره | سیرنا سامبا-مایلا | دو و میدانی       | ۱۰۰ متر با مانع زنان           | ۱۰ اوت   |
| نقره | دنیس سیویل | رقص بریک          | بریک مردان                     | ۱۰ اوت   |
| نقره | تیم ملی بسکتبال فرانسه - فرانک نیلیکینا - نیکولاس باتوم - اندرو البیسی - گرشون یابوسله - آیزایا کوردینیر - اوان فورنیر - ناندو دکولو - متیاس لسور - رادی گوبرت - ویکتور ومبانیاما - متیو استرازل - بلال کولیبالی | بسکتبال           | مسابقات مردان                  | ۱۰ اوت   |
| نقره | الودی کلوول | پنج‌گانه مدرن      | انفرادی زنان                   | ۱۱ اوت   |
| نقره | تیم ملی بسکتبال زنان فرانسه - والرین ووکوساولیویچ - مریم بدین - رومن برنیس - الکسیا شارترو - مارین ژوهانس - مارین فوتو - لیلا لکون - دومینیک مالونگا - سارا میشل - ایلینا روپر - ژنل سلان - گبی ویلیامز | بسکتبال           | مسابقات زنان                   | ۱۱ اوت   |
| برنز | شیرین بوکلی | جودو              | ۴۸ کیلوگرم زنان                | ۲۷ ژوئیه |
| برنز | آماندین بوشار | جودو              | ۵۲ کیلوگرم زنان                | ۲۸ ژوئیه |
| برنز | سارا-لئونی سیزیک | جودو              | ۷ کیلوگرم زنان                 | ۲۹ ژوئیه |
| برنز | کلاریس اگبگننو | جودو              | ۶۳ کیلوگرم زنان                | ۳۰ ژوئیه |
| برنز | لئو برژر | سه‌گانه            | سه‌گانه مردان                   | ۳۱ ژوئیه |
| برنز | آنتونی ژانژان | دوچرخه‌سواری       | آزاد BMX مردان                 | ۳۱ ژوئیه |
| برنز | ماکسیم-گائل انگایاپ هامبو | جودو              | ۹۰ کیلوگرم مردان               | ۳۱ ژوئیه |
| برنز | سباستین پاتریس ماکسیم پیانفتی بولاده آپیتی ژان-فیلیپ پاتریس | شمشیربازی         | سابر تیمی مردان                | ۳۱ ژوئیه |
| برنز | سارا استیار شارلین پیکون | قایقرانی بادبانی  | 49er FX                        | ۲ اوت    |
| برنز | سیمو دولستر الیویه پرو ژولین اپایار | سوارکاری          | پرش تیمی                       | ۲ اوت    |
| برنز | رومان دیکو | جودو              | ۷۸ کیلوگرم زنان                | ۲ اوت    |
| برنز | فلوران مانودو | شنا               | ۵۰ متر آزاد مردان              | ۲ اوت    |
| برنز | روما میو | دوچرخه‌سواری       | مسابقه BMX مردان               | ۲ اوت    |
| برنز | لیزا بربولان | تیراندازی با کمان | انفرادی زنان                   | ۳ اوت    |
| برنز | کریستف لاپورت | دوچرخه‌سواری       | رقابت جاده انفرادی مردان       | ۳ اوت    |
| برنز | فلیکس لبرا | تنیس روی میز      | انفرادی مردان                  | ۴ اوت    |
| برنز | ماکسیمیلیان شاستانه ماسکیم پوتی انزو لوفور ژولین مرتین | شمشیربازی         | فویله تیمی مردان               | ۴ اوت    |
| برنز | یوان اندویه-بروار لئون مارشان ماکسیم گروسه فلوران مانودو کلمان سکی* رافائل فنته-دامرس* | شنا               | امدادی ۴ نفره ۱۰۰ متر مردان    | ۴ اوت    |
| برنز | ژوان دوفه | موج‌سواری          | بردکوتاه زنان                  | ۵ اوت    |
| برنز | سیریان راوه | تکواندو           | ۵۸ کیلوگرم مردان               | ۷ اوت    |
| برنز | جمیلی دینی ابودو مویندز | بوکس              | +۹۲ کیلوگرم مردان              | ۷ اوت    |
| برنز | سیمون گاوزی الکسی لوبرا فلیکس لبرا | تنیس روی میز      | تیمی مردان                     | ۹ اوت    |

## شرکت کنندگان
فهرست زیر به شمار ورزشکاران فرانسوی در این دوره از بازی‌ها اشاره دارد. این فهرست به صورت رسمی توسط کمیته المپیک فرانسه در ۸ ژوئیه ۲۰۲۴ ارائه شد.
| ورزش              | مردان | زنان | کل  |
| ----------------- | ----- | ---- | --- |
| تیراندازی با کمان | ۳     | ۳    | ۶   |
| شنای موزون        | —     | ۸    | ۸   |
| دو و میدانی       | ۴۹    | ۴۱   | ۹۰  |
| بدمینتون          | ۵     | ۴    | ۹   |
| بسکتبال           | ۱۶    | ۱۶   | ۳۲  |
| بوکس              | ۴     | ۴    | ۸   |
| رقص بریک          | ۲     | ۲    | ۴   |
| قایقرانی          | ۶     | ۷    | ۱۳  |
| دوچرخه‌سواری       | ۱۷    | ۱۴   | ۳۱  |
| شیرجه             | ۵     | ۴    | ۹   |
| سوارکاری          | ۸     | ۱    | ۹   |
| شمشیربازی         | ۹     | ۹    | ۱۸  |
| هاکی روی چمن      | ۱۶    | ۱۶   | ۳۲  |
| فوتبال            | ۱۸    | ۱۸   | ۳۶  |
| گلف               | ۲     | ۲    | ۴   |
| ژیمناستیک         | ۲     | ۱۲   | ۱۴  |
| هندبال            | ۱۴    | ۱۴   | ۲۸  |
| جودو              | ۷     | ۷    | ۱۴  |
| پنج‌گانه مدرن      | ۲     | ۲    | ۴   |
| روئینگ            | ۸     | ۴    | ۱۲  |
| راگبی ۷ نفره      | ۱۲    | ۱۲   | ۲۴  |
| قایقرانی بادبانی  | ۷     | ۷    | ۱۴  |
| تیراندازی         | ۷     | ۸    | ۱۵  |
| اسکیت‌برد          | ۴     | ۳    | ۷   |
| سنگ‌نوردی          | ۳     | ۴    | ۷   |
| موج‌سواری          | ۲     | ۲    | ۴   |
| شنا               | ۱۸    | ۱۵   | ۳۳  |
| تنیس روی میز      | ۳     | ۳    | ۶   |
| تکواندو           | ۲     | ۲    | ۴   |
| تنیس              | ۶     | ۴    | ۱۰  |
| سه‌گانه            | ۳     | ۳    | ۶   |
| والیبال           | ۱۶    | ۱۶   | ۳۲  |
| واترپلو           | ۱۳    | ۱۳   | ۲۶  |
| وزنه‌برداری        | ۲     | ۲    | ۴   |
| کشتی              | ۱     | ۲    | ۳   |
| کل                | ۲۹۱   | ۲۸۲  | ۵۷۳ |